# Canthon smaragdulus
Canthon smaragdulus е вид бръмбар от семейство Листороги бръмбари (Scarabaeidae). Видът не е застрашен от изчезване.

## Разпространение
Разпространен е в Аржентина (Мисионес), Бразилия (Алагоас, Баия, Еспирито Санто, Минас Жерайс, Парана, Рио де Жанейро, Санта Катарина и Сао Пауло) и Парагвай.